# David Dayan Fisher
David Dayan Fisher (Londra, 6 giugno 1967) è un attore e doppiatore britannico, noto per aver recitato nel film Il mistero dei Templari - National Treasure e aver prestato la propria voce a Xaldin, il numero 3 dell'Organizzazione 13 nella saga di Kingdom Hearts.

## Filmografia

### Attore

#### Cinema
- The Last Post, regia di Dominic Santana (2001) - cortometraggio
- The Diplomat, regia di J.L. Davis (2002) - cortometraggio
- America Brown, regia di Paul Black (2004)
- Stunt C*cks, regia di Tom Hodges (2004) - cortometraggio
- Il mistero dei Templari (National Treasure), regia di Jon Turteltaub (2004)
- Redline, regia di Andy Cheng (2007)
- Tony 5, regia di Michael Joseph Carr (2008)
- Don't Look Up, regia di Fruit Chan (2009)
- Infernum, regia di Ted Marcus (2010) - cortometraggio
- Il cavaliere oscuro - Il ritorno (The Dark Knight Rises), regia di Christopher Nolan (2012)
- Everlasting, regia di Anthony Stabley (2016)
- Like Lambs, regia di Ted Marcus (2016)
- Evolver, regia di Isaac J. Rosenthal (2016)

#### Televisione
- The Librarian - Alla ricerca della lancia perduta (The Librarian: Quest for the Spear), regia di Peter Winther (2004)
- Depth Charge, regia di Terrence O'Hara (2008)
- Burn Notice: The Fall of Sam Axe, regia di Jeffrey Donovan (2011)
- Inbetween, regia di Billy Hayes e Emmanuel Todorov (2015)

#### Serie TV
- Metropolitan Police (The Bill) – serie TV, 4 episodi (1998-2000)
- Robbery Homicide Division – serie TV, episodi 1x1 (2002)
- Streghe (Charmed) – serie TV, episodi 8x9 (2005)
- 24 – serie TV, episodi 5x2-5x3-5x4 (2006)
- Numb3rs – serie TV, episodi 2x14 (2006)
- Stargate Atlantis (Stargate: Atlantis) – serie TV, episodi 3x15 (2006)
- NCIS - Unità anticrimine (NCIS: Naval Criminal Investigative Service) – serie TV, 14 episodi (2006-2016)
- Tutti odiano Chris (Everybody Hates Chris) – serie TV, episodi 3x9 (2007)
- Medium – serie TV, episodi 6x18 (2010)
- NCIS: Los Angeles – serie TV, episodi 1x24 (2010)
- La strana coppia (The Good Guys) – serie TV, episodi 1x5 (2010)
- Burn Notice - Duro a morire (Burn Notice) – serie TV, episodi 5x8 (2011)
- Inbetween – serie TV, episodi 1x7 (2015)
- Legends – serie TV, episodi 2x2 (2015)
- Rush Hour – serie TV, episodi 1x4 (2016)

## Doppiatori italiani
Nelle versioni in italiano delle opere in cui ha recitato, David Dayan Fisher è stato doppiato da:
- Gaetano Varcasia ne Il mistero dei Templari - National Treasure, Burn Notice - Duro a morire
- Alberto Angrisano in NCIS - Unità anticrimine, NCIS: Los Angeles
- Vladimiro Conti in The Librarian - Alla ricerca della lancia perduta
- Massimiliano Plinio in 24